# Lista över Förenade arabemiratens presidenter
Förenade arabemiratens president (arabiska: رئيس دولة الإمارات العربية المتحدة är statschef i Förenade arabemiraten. En av landets emirer väljs till presidentposten och fungerar då samtidigt som president och emir. De facto innehar alltid emiren av Abu Dhabi presidentposten, medan emiren av Dubai innehar premiärministerposten.

## Lista över presidenter (1971–)
| Nr | Namn                                           | Bild | Levnadstid | Tillträdde      | Avgick                    |
| -- | ---------------------------------------------- | ---- | ---------- | --------------- | ------------------------- |
| 1  | Zayed bin Sultan Al Nahyan                     |      | 1918–2004  | 2 december 1971 | 2 november 2004 (avliden) |
| —  | Maktum ibn Rashid al Maktoum (tillförordnad)   |      | 1943–2006  | 2 november 2004 | 3 november 2004           |
| 2  | Khalifa bin Zayed Al-Nahyan                    |      | 1948–2022  | 3 november 2004 | 13 maj 2022 (avliden)     |
| —  | Mohammed bin Rashid Al Maktoum (tillförordnad) |      | 1949–      | 13 maj 2022     | 14 maj 2022               |
| 3  | Mohamed bin Zayed al-Nahyan                    |      | 1961–      | 14 maj 2022     | Innehar ämbetet           |